# ジージャー・ヤーニン
ジージャー・ヤーニン（全名：ジージャー・ヤーニン・ウィサミタナン,JiJa Yanin Vismitananda, 1984年3月31日-）は、タイ・バンコク生まれの女優。

## 来歴
幼い頃は体が弱く、体力をつけるために11歳でテコンドーを習い始める。12歳で黒帯を取得、14歳でインストラクターになる。1996年のバンコク・ユース・テコンドー大会では金メダルに輝き、翌97年には国家が育成するテコンドー強化選手にも選ばれている。
高校3年生の時、パンナー・リットグライ監督のアクション映画『七人のマッハ!!!!!!!』のオーディションを受ける。そこで同映画のプロデューサーを担当していたプラッチャヤー・ピンゲーオに見い出され、彼の監督作品である『チョコレート・ファイター』の主役に抜擢された。『チョコレート・ファイター』の撮影に至るまでの4年間はみっちりと基礎トレーニングを積み、更に撮影には2年ほどの歳月がかかっている。
2010年に主演第3作目『チョコレート・ガール バッド・アス!!』、2011年には助演の『チョコレート・バトラー』を撮影した。
日本では、2010年12月14日にNHK-BS1の『アジアンスマイル』というドキュメンタリー番組で、ジージャーを取材した「闘え! ジージャー　～タイのアクション女優～」が放送された。このドキュメンタリーでは、撮影中だった『チョコレート・ガール バッド・アス!!』での様子を見ることが出来る。
『チョコレート・ファイター2』は、2011年4月から日本ロケの予定であったが、東日本大震災の影響などで撮影延期となった。中止の正式な発表はないが、今のところ、制作に関する話は全く出ていない。
2012年、『マッハ!無限大』の撮影終了。8月29日にRCAのアートハウスシアター Houseで夫と共に会見を開き、結婚と妊娠を公表した。
2013年1月21日、バムルンラート病院で男児を出産。夏、サハモンコンフィルムとの契約を継続しなかったことを発表。
2014年3月24日、Asia United Entertainment Limitedと5年契約を結び、名前をジージャー・ヤーニン・ウィサミタナンからジージャー・チヤーニット・ウィサミタナン(จีจ้า ชิญานิษฐ์ วิสมิตะนันทน์)に改名したことを発表。さらに、新作の準備に入ることも発表した。7月、春に契約したAsia United Entertainment Limitedとの契約を破棄したことを発表し、フリーランスで仕事を受けることを発表。9月、FacebookとTwitterにオフィシャルアカウントを作成して、情報発信を開始。これを機に、芸名のアルファベット表記をJeeja Yaninと改めている。
2015年、海外進出作品となる『マッド・ウォーリアーズ 頂上決戦』『ハード・ターゲット2 ファイティング・プライド』の撮影に参加。タイのCh3のドラマ「อีสาวอันตราย(イーサーウアンタラーイ)」を撮影。同年、テレビドラマ「คงกระพันนารี(コンクラパンナーリー)」「เจ้าเวหา(ジャオウェハー)」を撮影。この2本は2016年に放送された。そして同年には、HBO Asia制作の「Half Worlds season2」を撮影。さらに、ドラマ「วายุพหุยุทธ์」も撮影。
2017年夏、離婚を発表。この年、「โอเวอร์ไซส์ ทลายพุง (英題: Oversize)」という作品に、ムエタイのインストラクター役としてゲスト出演。 
2018年「ลิขิตรัก　the crown princess」が放送。更に「モンキーファイト(Netflixオリジナルドラマ/原題:Monkey Twins วายุเทพยุทธ์)」も放送。同年、テレビドラマ「Diamond　Eyes 2」を撮影。

## 人物
- 名前：ヤーニン・ウィサミタナン(Yanin Vismitananda/ญาณิน วิสมิตะนันทน์)
- 愛称：ジージャー(JiJa/Jeeja/琴嘉/จีจ้า)
- 生まれ：1984年3月31日、バンコクのドクター・パンヤ・ホスピタル (Dr. Panya General Hospital)で生まれる。
- 学歴：カセン・バンディット大学（Kasem Bundit University）映画・デジタル学部(Department of Film And Digital)卒業
- 宗教信仰：仏教
- 身長：162cm
- 趣味：映画鑑賞、読書、音楽鑑賞、眠ること
- 好きなスポーツ：ムエタイ、テコンドー、カンフー
- 好きな男優：ニコラス・ツェー、ジェット・リー
- 好きな女優：カレン・モク
- 好きな映画のジャンル：ロマンティック・コメディー、アクション
- 好きな映画：『モータル・コンバット』(1995)、『ゴッド・ファーザー』(1972)、『ALWAYS 三丁目の夕日』(2005)
- 好きなことば：มีความสุขกับสิ่งที่ได้ทำ ท้อได้แต่อย่าถอย

## 出演作

### 映画
- 2002年 タルームプック/迫りくる嵐（英題/Taloompuk） 第1回アジア海洋映画祭イン幕張 （2005）にて上映。
- 2008年 チョコレート・ファイター（英題：Chocolate、原題：ช็อคโกแลต） 役名/ゼン
  - 2009年3月13日大阪アジアン映画祭2009オープニング上映
- 2009年 チョコレート・ソルジャー （英題：RagingPhoenix、原題：จีจ้า ดื้อ สวย ดุ（Jija-Due-Suai-Du））　役名/ドゥ
  - 2010年3月11日、14日大阪アジアン映画祭2010上映（映画祭での邦題『ジージャー：頑固に、美しく、猛々しく（Raging Phoenix）』）
- 2011年 チョコレート・ガール バッド・アス!! （原題：จั๊กกะแหล๋น（Juk ka lan）【タイのタイトルのアルファベット表記に関しては、｢Jak ka len｣「Jag ka len」「Jak Ka Ran」など複数の書き方が見られる。】　英題:This Girl Is Bad-Ass）[1] 役名/ジャッカレン
  - 2013年1月　ヒューマントラストシネマ渋谷にて公開
- 2011年 チョコレート・バトラー（タイでの映画タイトル:วอนโดนเตะ（Won Don Tae））[2]  役名/ワワ
  - 2012年5月25日「チョコレート・バトラー The KICK」のタイトルでDVD発売
- 2013年 マッハ!無限大（英題：Tom yum goong2、The Protector2 原題：ต้มยำกุ้ง2）[3] 役名/ピンピン　・・・　2015年 2月14日公開
- 2016年 マッド・ウォーリアーズ 頂上決戦（原題：Never Back Down: No Surrender）　　役名/ジージャー　・・・　劇場未公開（2016年9月7日・DVD発売）
- 2016年 ハード・ターゲット2 ファイティング・プライド（原題：HardTarget2）  役名/ALDRICH'S FRIEND　・・・　劇場未公開（2016年11月18日・BD、DVD発売）
- 2017年 โอเวอร์ไซส์ ทลายพุง （英題: Oversize）　役/ゲスト　ムエタイのインストラクター役
- 2018年 レイダース 欧州攻略（原題：欧洲攻略 Europe Raiders）・・・2019年9月3日ソフト発売、11月23日より開催の＜のむコレ３＞にて上映。
- 2019年 トリプル・スレット（原題：TRIPLE THREAT）・・・ 2019年9月6日公開

### テレビ
- 2002年 กาเหว่าที่บางเพลง(Kawao Tee Bangpleng)[4]
- 2003年 ตะลุมพุก(Rak Ham Promote)[5]
- 2014年 หมอรัก...หมอเพลง(morrak morPlaeng)[6]
- 2016年 เจ้าเวหา(Jaowehhah)
- 2016年 คงกระพันนารี(KongKrapanNaree)
- 2017年 Half World2(HBO Asia製作)
- 2018年 ลิขิตรัก　the crown princess
- 2018年 モンキーファイト(Netflixオリジナルドラマ)

### MV
- 2010年　Fridayというバンドの曲「เธอยังมีฉัน Me[7]」に『チョコレート・ソルジャー』で共演したルンタワン・ジンターシンとともに出演

## 参照
1. ↑  Jak Ka Ran （タイ語）
2. ↑  THE KICK
3. ↑  ต้มยำกุ้ง2 （タイ語）
4. ↑  Kawao Tee Bangpleng
5. ↑  Rak Ham Promote
6. ↑  morrak morPlaeng
7. ↑  FRIDAY ฟรายเดย์ - เธอยังมีฉัน Me